# Memphis pseudiphis
Espèce
Synonymes
- Anaea pseudiphis Staudinger, 1887[1]

Memphis pseudiphis est une espèce d'insectes lépidoptères (papillons) de la famille des Nymphalidae, de la sous-famille des Charaxinae et du genre Memphis.

## Systématique
L'espèce Memphis pseudiphis a été décrite par Otto Staudinger en 1887 sous le nom initial d’Anaea pseudiphis.
Memphis pseudiphis est par certains considéré comme une sous-espèce de Memphis beatrix, Memphis beatrix pseudiphis.

## Description
Memphis pseudiphis est un papillon aux ailes antérieures à bord costal bossu, apex pointu, bord externe concave près de l'apex, angle interne en crochet, bord interne concave et aux ailes postérieures chacune munie d'une queue.
Le dessus est bleu plus ou moins foncé avec une partie basale bleu plus clair.
Le revers est ocre brillant et mime une feuille morte.

## Écologie et distribution
Memphis pseudiphis est présent en Colombie,.

### Protection
Pas de statut de protection particulier.